# Médard Zanou
Médard Zanou (Porto-Novo, 6 juni 1987 – Cotonou, 8 november 2009) was een Benins voetballer.
De beloftevolle middenvelder speelde in Benin bij Mogas 90 FC (2004-2006) en ASJ Avrankou. Hij ging naar Frankrijk en speelde bij US Jeanne d'Arc Carquefou in de CFA. Na stages bij diverse Franse clubs tekende hij in de herfst van 2009 bij het Slowaakse MFK Ružomberok.
Zanou overleed in 2009 op 22-jarige leeftijd nadat hij op een training was flauwgevallen.
Hij speelde twee interlands voor Benin en nam deel aan het Wereldkampioenschap voetbal onder 20 - 2005 dat in Nederland gehouden werd.